# Вейкфілд (округ Фейрфакс, Вірджинія)
Вейкфілд (англ. Wakefield) — переписна місцевість (CDP) в США, в окрузі Ферфакс штату Вірджинія. Населення — 11 805 осіб (2020).

## Географія
Вейкфілд розташований за координатами 38°49′28″ пн. ш. 77°14′34″ зх. д. / 38.82444° пн. ш. 77.24278° зх. д. (38.824543, -77.242848).  За даними Бюро перепису населення США в 2010 році переписна місцевість мала площу 9,85 км², з яких 9,76 км² — суходіл та 0,09 км² — водойми.

## Демографія
Згідно з переписом 2010 року, у переписній місцевості мешкало 11 275 осіб у 3851 домогосподарстві у складі 3262 родин. Густота населення становила 1144 особи/км².  Було 3931 помешкання (399/км²).
Расовий склад населення:
| - 77,1 % — білих - 16,6 % — азіатів - 2,2 % — чорних або афроамериканців - 0,2 % — корінних американців - 0,1 % — вихідців з тихоокеанських островів - 1,1 % — осіб інших рас |

До двох чи більше рас належало 2,7 %. Частка іспаномовних становила 7,3 % від усіх жителів.
За віковим діапазоном населення розподілялося таким чином: 25,1 % — особи молодші 18 років, 57,7 % — особи у віці 18—64 років, 17,2 % — особи у віці 65 років та старші. Медіана віку мешканця становила 45,6 року. На 100 осіб жіночої статі у переписній місцевості припадало 96,0 чоловіків;  на 100 жінок у віці від 18 років та старших — 93,3 чоловіків також старших 18 років.
Середній дохід на одне домашнє господарство  становив 167 191 долар США (медіана — 150 606), а середній дохід на одну сім'ю — 176 012 долари (медіана — 159 408). Медіана доходів становила 101 699 доларів для чоловіків та 76 201 долар для жінок. За межею бідності перебувало 2,4 % осіб, у тому числі 1,2 % дітей у віці до 18 років та 1,9 % осіб у віці 65 років та старших.
Цивільне працевлаштоване населення становило 6423 особи. Основні галузі зайнятості: науковці, спеціалісти, менеджери — 25,0 %, освіта, охорона здоров'я та соціальна допомога — 20,3 %, публічна адміністрація — 14,9 %.